# Eric Harold Mansfield
Eric Harold Mansfield (* 24. Mai 1923 in Croydon, Surrey; † 20. Oktober 2016) war ein britischer Ingenieur in der Luftfahrttechnik.
Mansfield studierte Mechanik an der Universität Cambridge (Trinity Hall) mit dem Abschluss 1943 und war danach bei der Royal Aircraft Establishment in Farnborough, wo er bis zur Pensionierung 1983 als Chief Scientific Officer blieb. Danach war er noch sechs Jahre Gastprofessor an der University of Surrey, wo er sich auch mit biologischen Anwendungen von Oberflächenspannung befasste (angeregt durch auf der Wasseroberfläche laufende Insekten).
Er befasste sich mit der Mechanik von Flügeln und Rümpfen, speziell den Öffnungen in Rümpfen, wozu er das Konzept des neutralen Lochs erfand (Verstärkung eines Lochs in einer Platte, so dass die Spannungsverteilung außerhalb des Lochs nicht durch die Präsenz des Lochs beeinflusst wird), mit dem Verhalten von Platten (als Flügelmodellen) bei großen Biegungen einschließlich thermischer Effekte bei Erhitzung im Überschallflug. Er entwickelte eine Theorie der inextensionalen Biegung dünner Platten, eine Theorie des plastischen Kollapses von Platten und eine Dehnungs-Feldtheorie (tension field theory) für das Studium des Verhaltens dünner Gitter unter Scherung. Außerdem befasste er sich mit der theoretischen Beschreibung faserverstärkter Materialien.
1960 wurde er Fellow der Royal Aeronautical Society. 1971 wurde er Fellow der Royal Society, deren Royal Medal er 1994 erhielt. 1991 erhielt er die James Alfred Ewing Medal der Institution of Civil Engineers. Er war Gründungsmitglied der Royal Academy of Engineering und des Institute of Mathematics and its Applications.

## Schriften
- The bending and stretching of plates, Pergamon Press 1964, Cambridge UP 2008